# Sergio Los
Sergio Los (Marostica, 27 maggio 1934 – Bassano del Grappa, 7 novembre 2024) è stato un architetto italiano.

## Biografia
Allievo di Carlo Scarpa e suo assistente dal 1964 al 1971, collaborò alla realizzazione di una quindicina di progetti. 
Svolse l'attività di docente di Composizione Architettonica all'Università di Venezia e come progettista lo si ricorda per  la Scuola Materna Onair di Tarvisio (1964), la casa Peretto a Marostica (1965), la casa Tabarelli a Cornaiano sulla Strada del Vino vicino a Bolzano (1967)  ; sempre per la famiglia Tabarelli realizzò la ristrutturazione del negozio di arredamento in viale Stazione a Bolzano. Inoltre a lui si devono il villaggio di Torre di Fine (1968), la fabbrica di ceramiche Alcyone dell’artista Gigi Carron a Marostica (1969), la casa Minchio a Pove, la scuola materna di Crosara (1973), vicino a Marostica, primo edificio bioclimatico costruito in Italia, l’Ecovillaggio Solare di Jacopo Foin Umbria (2008-2013) e un insediamento per poveri a Cape Town in Sud Africa (2014).

## Premi
- Nel 1996 a Louvain la Neuve, ha ricevuto il 13° PLEA (Passive and Low Energy Architecture) INTERNATIONAL AWARD[3] con Natasha F. Pulitzer.
- Nel 1998 a Firenze, ha ricevuto il WREN PIONEER AWARD[4].
- Nel 2003 a Berlino ha ricevuto il European EUROSOLAS PRIZE[5].

## Lavori
- Sergio Los (1967). “Carlo Scarpa Architetto Poeta”. CLUVA, Venezia
- Sergio Los (2009). “SCARPA”. Taschen, Köln. ISBN 978-3-8365-0758-5
- Sergio Los (1993). “Carlo Scarpa”. Benedict Taschen, Köln ISBN 3-8228-9441-9
- Sergio Los (1995). “Carlo Scarpa, guida all'architettura”. Arsenale Editrice, Venezia. ISBN 88-7743-144-X
- Sergio Los, edited by, (1985). “VERUM IPSUM FACTUM, Il progetto di Carlo Scarpa per l'ingresso dell'Istituto Universitario di Architettura di Venezia”. CLUVA, Venezia
- Sergio Los, a cura di (1990). “Regionalismo dell'Architettura”. Franco Muzzio editore, Padova. ISBN 88-7021-501-6
- Jeffrey Cook e Sergio Los (1981), “Un approccio bioclimatico al regionalismo architettonico”
- Milan, Italian versions of Note sulla Sintesi della Forma, (1967); La Geometria dell'Ambiente, (1974)
- Venice, Regionalism and Architecture, (1985)
- Trento, Caratteri Ambientali dell'Architettura, (1998)
- Vicenza, The Geography of Architecture, (2005-2008)
- Vicenza, A Knowledge Civic Architecture, (2007)